# Overstrand Local Municipality
Overstrand (englisch Overstrand Local Municipality, afrikaans Overstrand Plaaslike Munisipaliteit) ist eine Lokalgemeinde im Distrikt Overberg der südafrikanischen Provinz Westkap. Der Sitz der Gemeindeverwaltung befindet sich in Hermanus. Bürgermeister ist Dudley Coetzee.
Der Name für die küstennahe Lokalgemeinde nimmt Bezug auf die Region Overberg, deren Bezeichnung aus der Frühzeit der Kapkolonie stammt. Damalige Siedler bedienten sich einer solchen unspezifischen Landschaftsbeschreibung wie etwa „hinter dem Berg“ bzw. „über dem Berg“ (niederländisch: Over ’t Berg), was ihrer zeitgenössischen Mobilitätsperspektive von Kapstadt aus und der allgemein verbreiteten Landeskenntnis entsprach. Zudem galten die Bergketten der Hottentots-Holland Mountain als schwer passierbar.

## Städte und Ortschaften

Topographische Übersichtskarte der Lokalgemeinde

| - Betty’s Bay - De Kelders - Franskraalstrand - Gansbaai - Hermanus - Kleinbaai - Kleinmond - Klipkop | - Pearly Beach - Pringle Bay - Sandbaai - Stanford - Van Dyksbaai - Vermont |

## Bevölkerung
Im Jahr 2011 hatte die Gemeinde 80.432 Einwohner auf einer Gesamtfläche von 1707 km². Davon waren 36,2 % schwarz, 31,2 % weiß und 31 % Coloured. Gesprochen wurde zu 52 % Afrikaans, zu 28,4 % isiXhosa, zu 11,9 % Englisch und zu 1,4 % Sesotho.